# 親不知

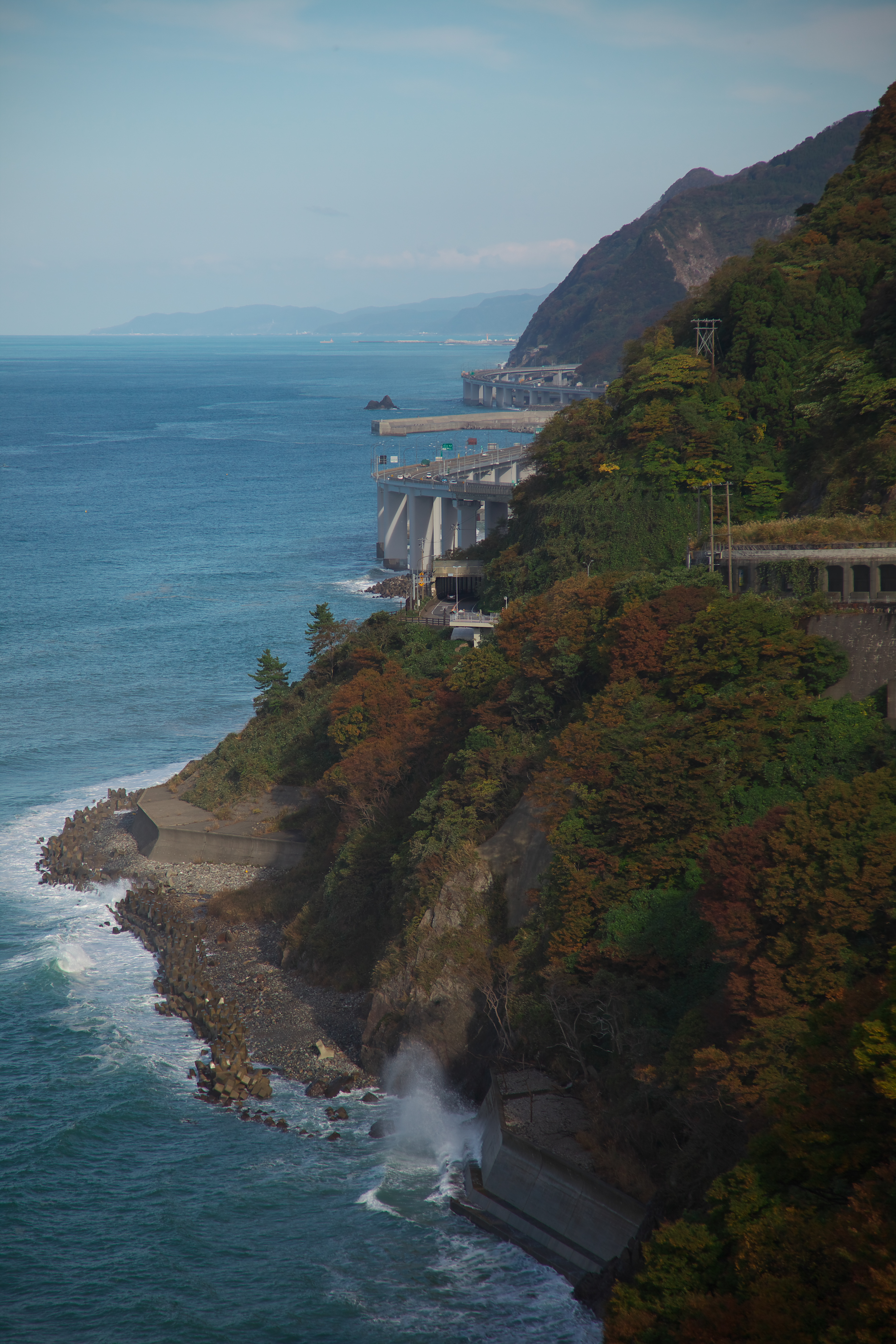
国道8号は山肌にへばりつくように、北陸自動車道は海上高架橋で通過する。

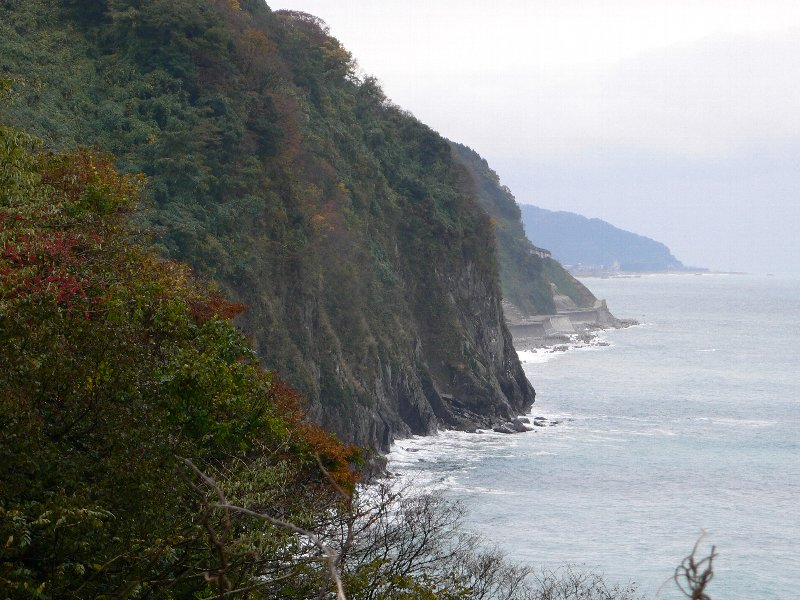
親不知の天険断崖

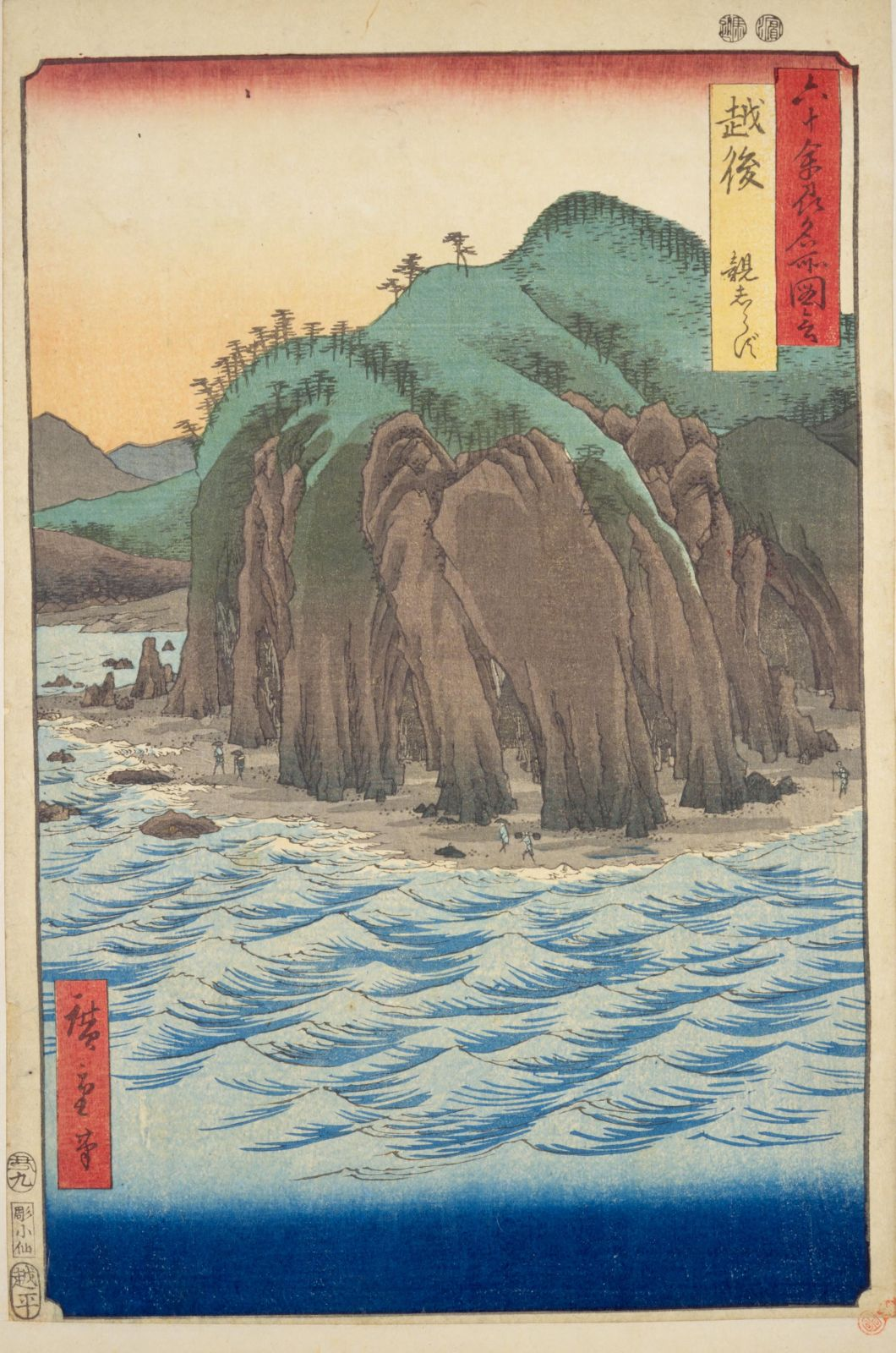
歌川広重『六十余州名所図会』より「越後 親しらず」

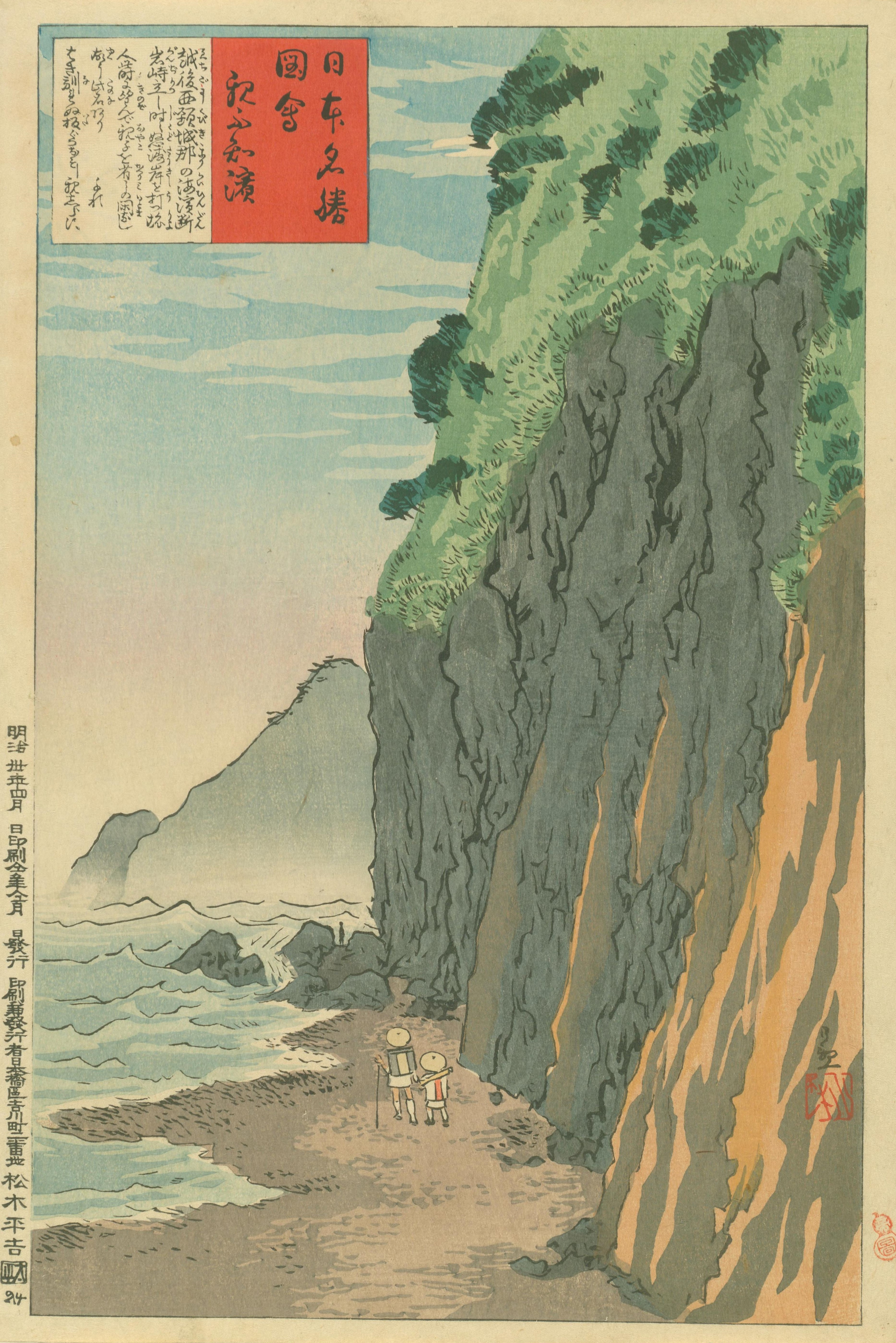
小林清親『親不知浜』（1897年・明治30年）

親不知（おやしらず）は、新潟県糸魚川市の西端に位置する崖が連なった地帯。正式には親不知・子不知（おやしらず・こしらず）といい、日本海の海岸の断崖絶壁に沿って狭い砂浜があるだけで古くから交通の難所として知られる。
1967年4月11日には、面積305haの親不知子不知県立自然公園に指定された。

## 概要
飛騨山脈（北アルプス）の日本海側の端に当たる。親不知駅がある歌（うた）の集落を中心に、西の市振（いちぶり）地区までが親不知、東の勝山（かつやま）地区までが子不知（こしらず）とよばれており、併せて親不知子不知ともよばれる。市振から勝山までは約15キロメートル (km) 程の距離である。日本海に面する断崖は、飛騨山脈の北端が日本海によって侵食されたために生まれたもので、崖の高さは300 - 400メートル (m) ほどある。
かつて越後国と越中国の間を往来する旅人は、この断崖の下にある海岸線に沿って進まねばならず、古くから北陸道（越路）最大の難所として知られてきた。波間を見計らって狭い砂浜を駆け抜け、大波が来ると洞窟などに逃げ込んだが、途中で波に飲まれる者も少なくなかったといわれる。
地形的に軍事的な要衝にもなっていた。承久3年（1221年）の承久の乱では、朝廷側が親不知西側の市振で防衛線を展開。越後側から進軍してきた北条朝時を迎え撃ったが、1日のうちに撃破されている。
江戸時代、参勤交代制度が始まると加賀藩主が親不知を往来した。参勤交代時には、富山県側の新川郡から400 - 500人の波除人夫が集められ、人垣により波濤を防いで通行した。
明治時代、明治天皇の北陸・東海両道巡幸の際に危険な親不知ルートを迂回して山道を通ることになったのを切っ掛けに1880年（明治13年）に新潟県会で新道開発の議決がなされ、1882年（明治15年）5月に着工、1883年（明治16年）12月になって初めて、断崖を削って北陸街道（現：国道8号にあたる）がつくられ、その後1912年（明治45年/大正元年）に北陸本線（現：えちごトキめき鉄道日本海ひすいライン）が開通している。
国道については、その後子不知地区8.2 kmが1933年（昭和8年）から3年間・親不知地区6.3 kmが1936年（昭和11年）から4年間道路改築が進められ、幅員5.5 m - 6.5 mが確保されることになった。さらに1951年（昭和27年）6月1日から1952年（昭和27年）4月30日にかけて、親不知地域の補修工事が実施された。
駒返洞門が完成した1958年（昭和33年）に建設省北陸地区建設局により地質調査に着手し、1963年（昭和38年）に工事開始、1967年（昭和42年）に全線が2車線の本格的な自動車道として完成した。その後も歌バイパスの整備やロックシェッドを主とする二次改築工事などが進められた。
工事期間中の5年間には、土砂崩壊で約1ヶ月交通遮断となった子不知災害も発生した。また、鉄道・国道の2路線は上記の様にいずれも防災対策からのちにルート変更が行われており、この区間には放棄された旧線・旧道が散見される。
1971年（昭和46年）、国道8号天嶮トンネル東口付近から栂海新道（登山道）が開通し、標高ゼロメートルから北アルプスの縦走に挑める登山道の玄関口となった。
1988年（昭和63年）7月20日には、北陸自動車道が開通した。北陸自動車道は用地の問題から親不知IC付近を海上高架橋により通過しており、難所におけるルート選定の苦労を偲ぶことができる。また、その一方で道路から断崖絶壁と砂浜、岩礁、洞窟が織りなす海岸美を堪能することもでき、景勝地となっている。
なお、2015年（平成27年）に開通した北陸新幹線は、この区間の山側を青海トンネル・新親不知トンネルをはじめとするトンネルで通過している。

## 名称の由来
「親不知」の名称の由来は、幾つかの説がある。一説では、断崖と波が険しいため、親は子を、子は親を省みることができない程に険しい道であることから、この名が付いたとされている。また、以下のような伝承もある。
壇ノ浦の戦い後に助命された平頼盛は越後国蒲原郡五百刈村（現在の新潟県長岡市）で落人として暮らしていた。都に住んでいた妻はこのことを聞きつけて、夫を慕って2歳になる子を連れて京都から越後国を目指した。しかし、途中でこの難所を越える際に、連れていた子供を波にさらわれてしまった。悲しみのあまり、妻はその時のことを歌に詠んだ。
「親不知 子はこの浦の波枕 越路の磯の 泡と消え行く」
以後、その子供がさらわれた浦を「親不知」と呼ぶようになったとする伝説もある。

## 地質
親不知は3億5000万～2億6000万年前の海洋プレートの沈み込みにより形成された付加体と呼ばれる地質体で、親不知（市振～歌）の断崖は中新世後期白亜紀の火砕岩類(親不知層）、子不知（歌～勝山）は同年代の花崗岩類（青海花崗岩）から成る。中間に位置する歌・外波地区には古生代の苦鉄質火砕岩、角閃石及び石灰岩（青海石灰岩）が点在する。歌地区の石灰岩層ではかつて信越鉱山が存在していた。

## ギャラリー

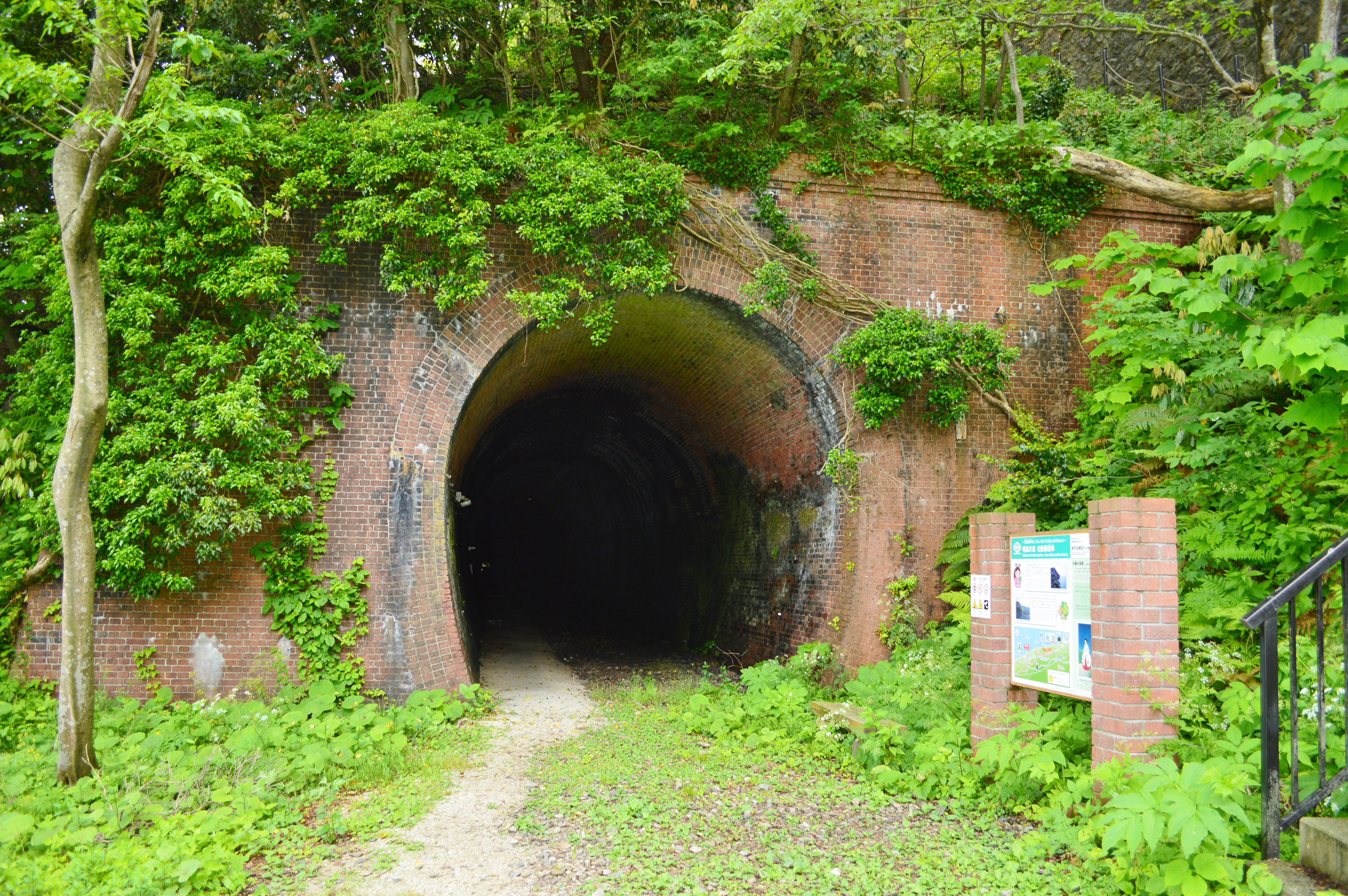
北陸本線旧線の親不知トンネル（土木学会選奨土木遺産[20]）
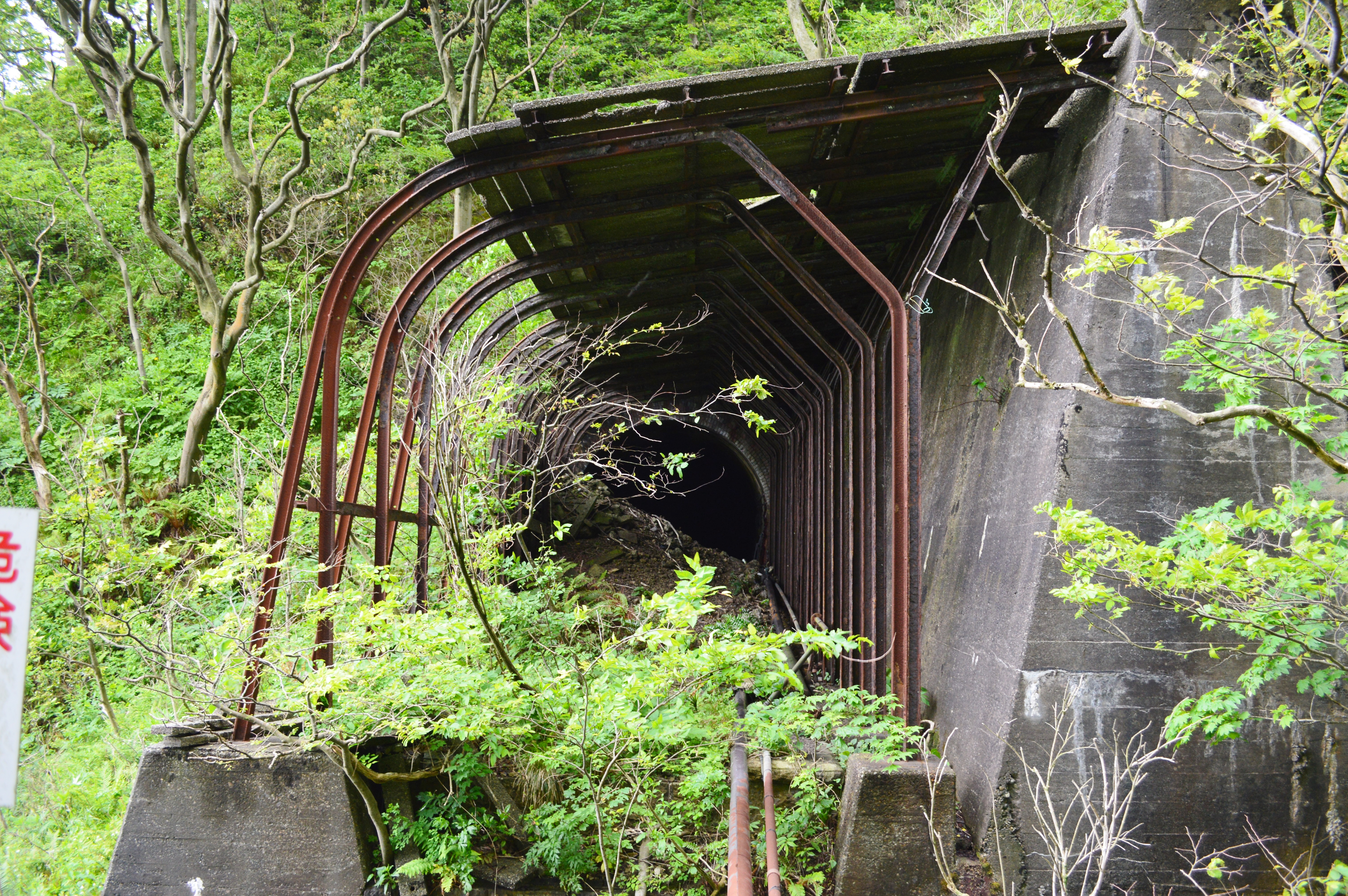
北陸本線旧線の風波トンネル
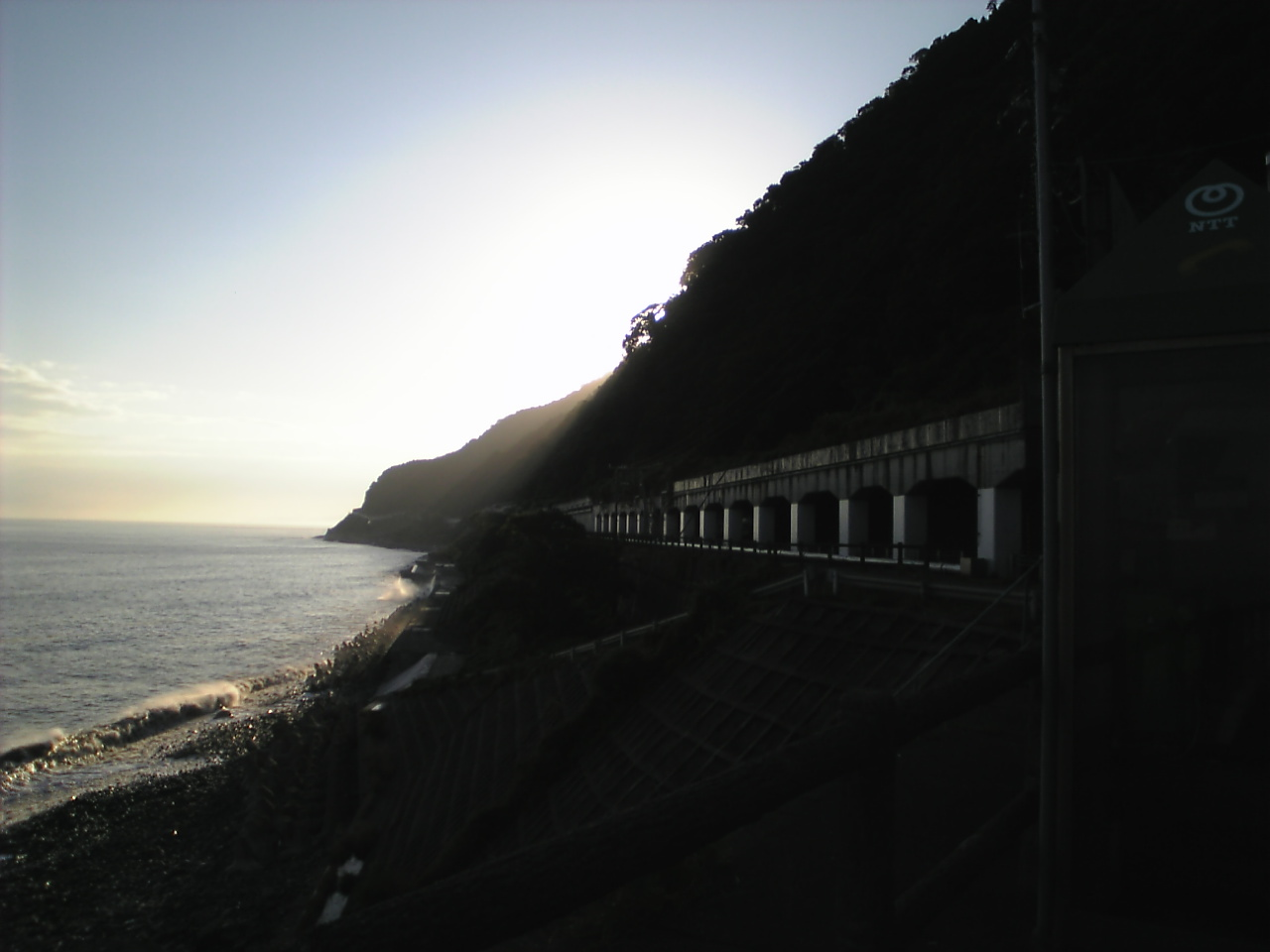
国道8号の親不知区間の開始点（糸魚川市市振付近）